# Карл II (Мекленбург)
Вижте пояснителната страница за други личности с името Карл II.
Карл II фон Мекленбург-Щрелиц (на немски: Karl II zu Mecklenburg; * 10 октомври 1741, Миров; † 6 ноември 1816, Нойщрелиц) е от 1794 г. херцог на Мекленбург-Щрелиц, от 28 юни 1815 г. до смъртта си велик херцог на Мекленбург. От 1776 до 1786 г. той е гувернатор на Хановер.

## Живот
Карл Лудвиг Фридрих ( Karl Ludwig Friedrich; Carl) е вторият син на Карл фон Мекленбург (1708–1752), принц в Миров от странична линия на херцогската фамилия Мекленбург-Щрелиц, и Елизабет Албертина (1713 – 1761), родена принцеса от Саксония-Хилдбургхаузен, дъщеря на херцог Ернст Фридрих I от Саксония-Хилдбургхаузен (1681 – 1724).
След смъртта на баща му майка му и децата ѝ се местят в Нойщрелиц. Сестра му София Шарлота (1744 – 1818) се омъжва на 8 септември 1761 г. за английския крал Джордж III. Карл се жени на 18 септември 1768 г. в Дармщат за Фридерика Каролина Луиза фон Хесен-Дармщат (1752 – 1782), дъщеря на ландграф Георг Вилхелм фон Хесен-Дармщат (1722 – 1782) и съпругата му Мария Луиза Албертина фон Лайнинген-Дагсбург-Фалкенбург (1729 – 1818). Раждат им се десет деца.
Карл посещава сестра си във Великобритания. Той служи при своя зет, английския крал Джордж III, в хановерската войска и участва на страната на Португалия против Испания (1763/1764). През 1776 г. той става гувернатор на Хановер, командир на пехотинската гвардия и генерал-лейтенант и шеф на инфантерията, по-късно става фелдмаршал.
След смъртта на по-големия му брат Адолф Фридрих IV през 1794 г. Карл се възкачва на трона на малкото частично Херцогство Мекленбург-Щрелиц. Той създава нова полиция през 1812 г. и въвежда задължителното образование. През 1806 г. неговата страна влиза в Рейнския съюз. На Виенския конгрес през 1815 г. той получава титлата велик херцог на Мекленбург.
След смъртта на съпругата му Фридерика, която умира на 29-годишна възраст при раждането на десетото им дете на 22 май 1782 г. в Хановер, той се жени 28 септември 1784 г. в Дармщат за нейната по-малка сестра Шарлота Вилхелмина Христиана Мария (1755 – 1785). Те живеят в Хановер. Шарлота умира на 12 декември 1785 г. след раждането на син им Карл (Фридрих Август). Карл се отказва след това от службата си в Хановер и се мести при майката на Шарлота в Дармщат, и ѝ дава да гледа децата.
Той е погребан в княжеската гробница на Миров при двете си съпруги.
- Фридерика Каролина Луиза,
първа съпруга
- Шарлота Вилхелмина,
втора съпруга

## Деца
От първия барк:
- Шарлота Георгина Луиза (* 17 ноември 1769, † 14 май 1818), ∞ 3 септември 1785 Фридрих, херцог на Саксония-Хилдбургхаузен (1763 – 1834)
- Каролина Августа (* 17 февруари 1771, † 11 януари 1773)
- Георг Карл Фридрих (* 4 март 1772, † 21 май 1773)
- Тереза Матилда Амалия (* 5 април 1773, † 12 февруари 1839), ∞ 25 май 1789 Карл Александер, княз на Турн и Таксис (1770 – 1827)
- Фридрих Георг Карл (* 1 септември 1774 или 1775, † 5 ноември 1775)
- Луиза Августа Вилхелмина Амалия (* 10 март 1776, † 19 юли 1810), ∞ 24 декември 1793 за по-късния крал Фридрих Вилхелм III от Прусия (1770−1840)
- Фридерика Каролина София (* 2 март 1778, † 29 юли 1841), принцеса на Прусия, от 1837 г. кралица на Хановер
- Георг Фридрих Карл (* 12 август 1779, † 6 септември 1860), велик херцог на Мекленбург-Щрелиц
- Фридрих Карл Фердинанд (* 7 януари 1781, † 24 март 1783)
- Августа Албертина (* 19 май 1782, † 20 май 1782)

От втория брак:
- Карл Фридрих Август (* 30 ноември 1785; † 21 септември 1837), генерал и президент на пруския държавен съвет